# チョコレート・トレイン
チョコレート・トレイン (The Chocolate Train)　は、スイスの鉄道会社、モントルー・オーベルラン・ベルノワ鉄道(MOB)、BLS、ツェントラル鉄道(ZB)の3社が共同で運営する「ゴールデンパス・サービス」と、スイスのチョコレートメーカー「カイエ・ネスレ社」による現地発着型のパッケージツアーである。
スイス西部、ヴォー州、レマン湖畔のモントルーからクラシック車両「ベルエポック」またはパノラマ列車の1等車で出発し、チーズで有名なグリュイエールへ移動。グリュイエールでチーズ工場を見学した後、ブロのチョコレート工場へ移動。チョコレート作りの見学、試食を楽しむことができる。
6月、9月、10月は毎週月、水、金、7月、8月は毎日運行（2014年現在）。パッケージ料金には、列車の運賃と車内での飲食、バスによるトランスファー、チーズ工場とチョコレート工場の見学プログラムが含まれ、スイストラベルシステムのパス、スイストラベルパスを持っていると割引料金が適用される。参加には予約が必要となる。